# کرن اولنبک
کرن کسکولا اولنبک (به انگلیسی: Karen Keskulla Uhlenbeck)،(زاده ۲۴ اوت ۱۹۴۲) ریاضی‌دان آمریکایی است. او استاد ریاضیات مقدماتی در دانشگاه تگزاس در آستین است و در آنجا ریاست صندوق مؤسسهٔ خیریه سید ویلیامز ریچاردسون را برعهده دارد. او در حال حاضر عضو مؤسسه مطالعات پیشرفته و یکی از محققان ارشد دانشگاه پرینستون است.
اولنبک در سال ۲۰۱۹ به خاطر «فعالیت‌هایش در تجزیه و تحلیل هندسی و نظریه پیمانه ای، همین‌طور از اینکه یکی از طرفداران سفت و سخت برابری جنسیتی در زمینه علوم و ریاضیات» است برندهٔ جایزهٔ آبل شد. او اولین زنی است که این جایزه را برده‌است.